# 小行星9369
小行星9369（英語：9369）是一颗围绕太阳公转的小行星。1993年2月20日，T. Hioki、早川修司在奥多摩町发现了此天体。
这颗小行星的绝对星等为107.31564等。